# کتاب تابستان (فیلم)
کتاب تابستان (به انگلیسی: The Summer Book) فیلمی محصول سال ۲۰۲۴ و به کارگردانی چارلی مک‌داول است. در این فیلم بازیگرانی همچون گلن کلوز، امیلی متیوز و آندرش دانیلسن لی ایفای نقش کرده‌اند.